# Цеперів (Львівський район)
Це́перів (пол. Ceperów, нім. Zeperiw або Zeperow) — село в Україні, у Львівському районі Львівської області. Населення за переписом 2001 року становило 256 осіб. Орган місцевого самоврядування — Новояричівська ОТГ. Розташоване 19 км від Львова і 3 км від смт Новий Яричів біля автодороги E40 Київ – Чоп.
До 2020 року входило до складу Кам'янко-Бузького району.

## Назва
Ймовірно, походить від розмовного «цеп», у значенні «ланцюг».

## Історія

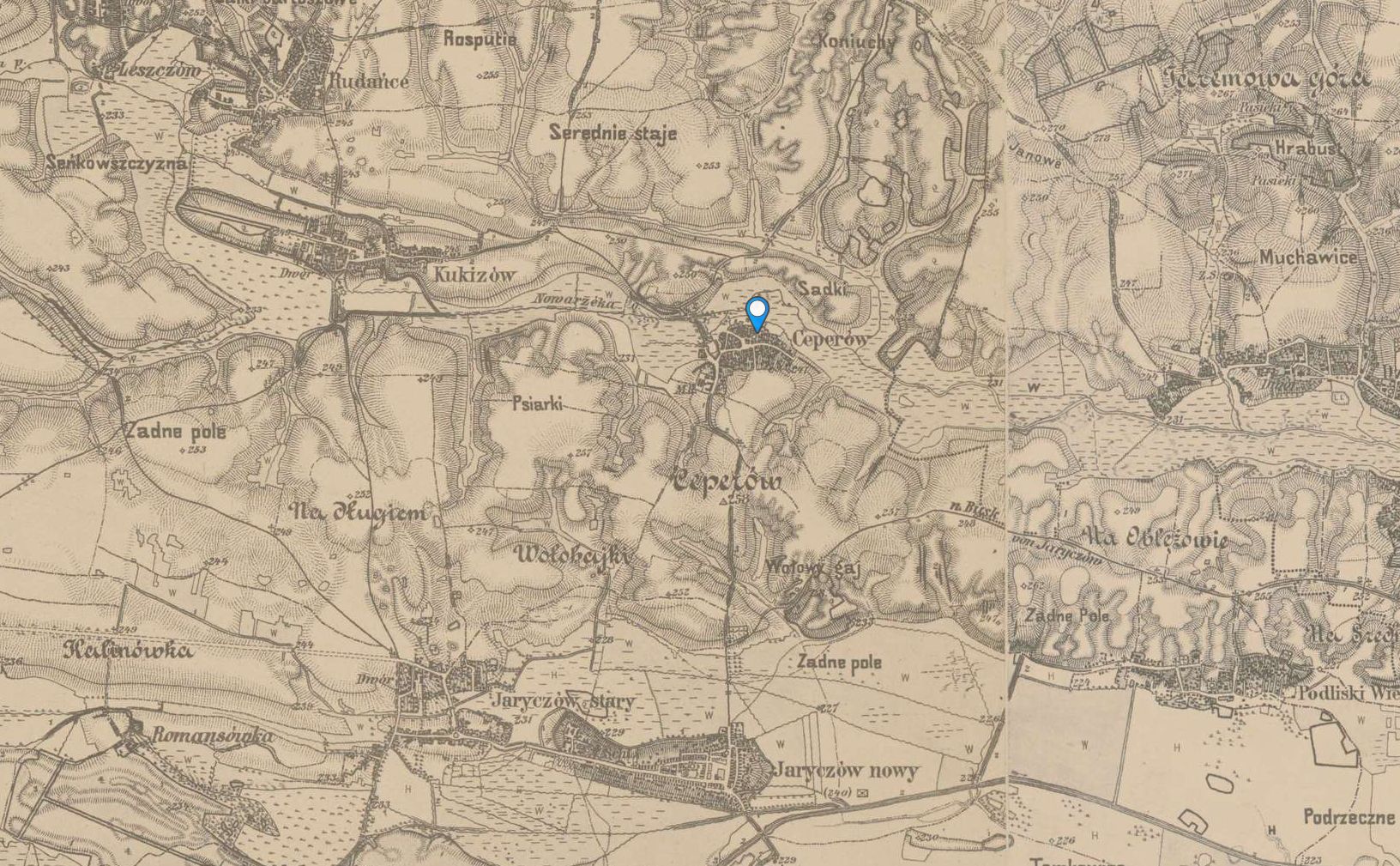
Цеперів та околиці на карті XIX ст.

Цеперів вперше був згаданий в 1581 році, щоправда деякі джерела вказують на існування села уже в 1444 році та метрики села з 1405 р.
У другій половині XVII століття село разом з навколишніми територіями перебувало у власності польської шляхтанки Катерини Собєської, сестри короля Яна III Собеського.
У XIX – на початку XX ст. село належало родині Стрілецьких.
У 1920-х рр. у селі активно діяла місцева філія патріотичного тіловиховного товариства «Сокіл», ліквідована у 1930 році.
До 1940 р. на території села знаходилися також поселення (колонія) етнічних поляків Едвардівка (пол. Edwardówka) та хутір Цепухи (пол. Cepuchy).
У 1940-х рр. в районах довкола села активно діяло підпільне угрупування ОУН–УПА Михайла Стахура (Стефка).

## Населення
Згідно з переписом населення Королівства Галичини та Володимирії, у 1880 р. населення села налічувало 428, у 1890 р. — 449 осіб.
У 1921 році у селі було 127 будинків, у яких проживало 611 осіб (з них 193 католиків, 416 греко-католиків та 2 євреїв). Більшість населення села була українцями (311 українців, 297 поляків, 3 іншої національності). У 1939 році населення села становило 730 осіб, з них 500 українців-греко-католиків та 230 поляків (включаючи колоністів).
Згідно з переписом УРСР 1989 року чисельність наявного населення села становила 257 осіб, з яких 113 чоловіків та 144 жінок.
За переписом населення України 2001 року у селі проживало 256 осіб.

### Мова
Розподіл населення за рідною мовою за даними перепису 2001 року:
| Мова       | Кількість | Відсоток |
| ---------- | --------- | -------- |
| українська | 256       | 100%     |

## Релігія
На території села функціонує релігійна громада парафії Воскресіння Господнього УГКЦ. 

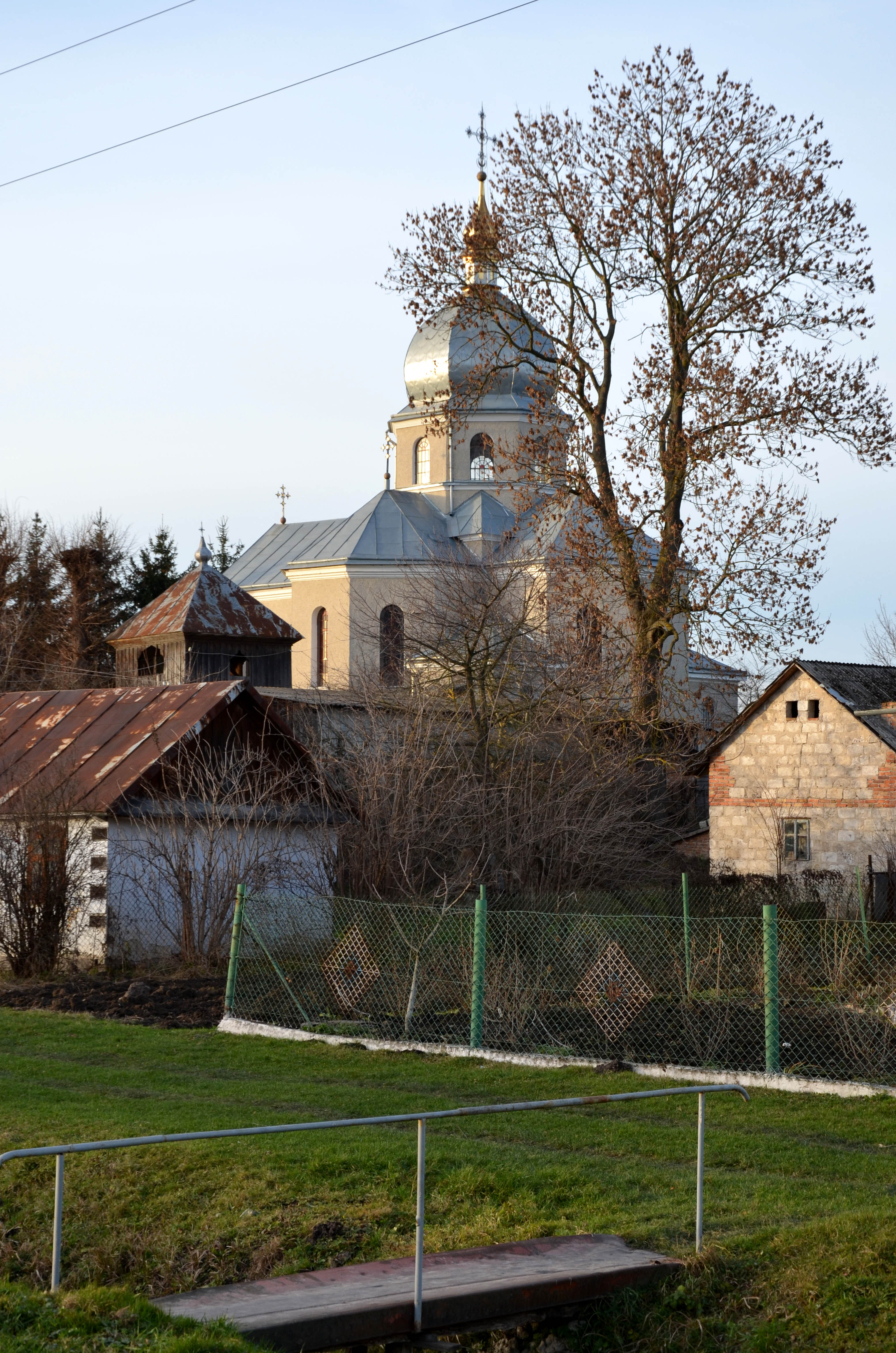

Згідно з історичними згадками, стара дерев'яна церква була збудована у 1749 році за кошти Яна Стрілецького. У 1938 році дерев'яну церкву розібрали, плануючи перевезти до села Поршна під Львовом. У тому ж році, за проєктом Євгена Нагірного, розпочалася будова мурованої церкви, яка стоїть дотепер і є пам'яткою архітектури місцевого значення. Від старої церкви залишилася лише дерев'яна дзвіниця. За часів СРСР аж до 1989 року будівля церкви була зачинена для прихожан.

У селі знаходиться також покинутий римо-католицький костел сестер маріянок кукезівської дієцезії, побудований у 1907–1908 рр. завдяки фундації Едварда Табачковського. У будинку давньої плебанії костелу до 2018 р. працювала сільська середня загальноосвітня школа І ступеня.

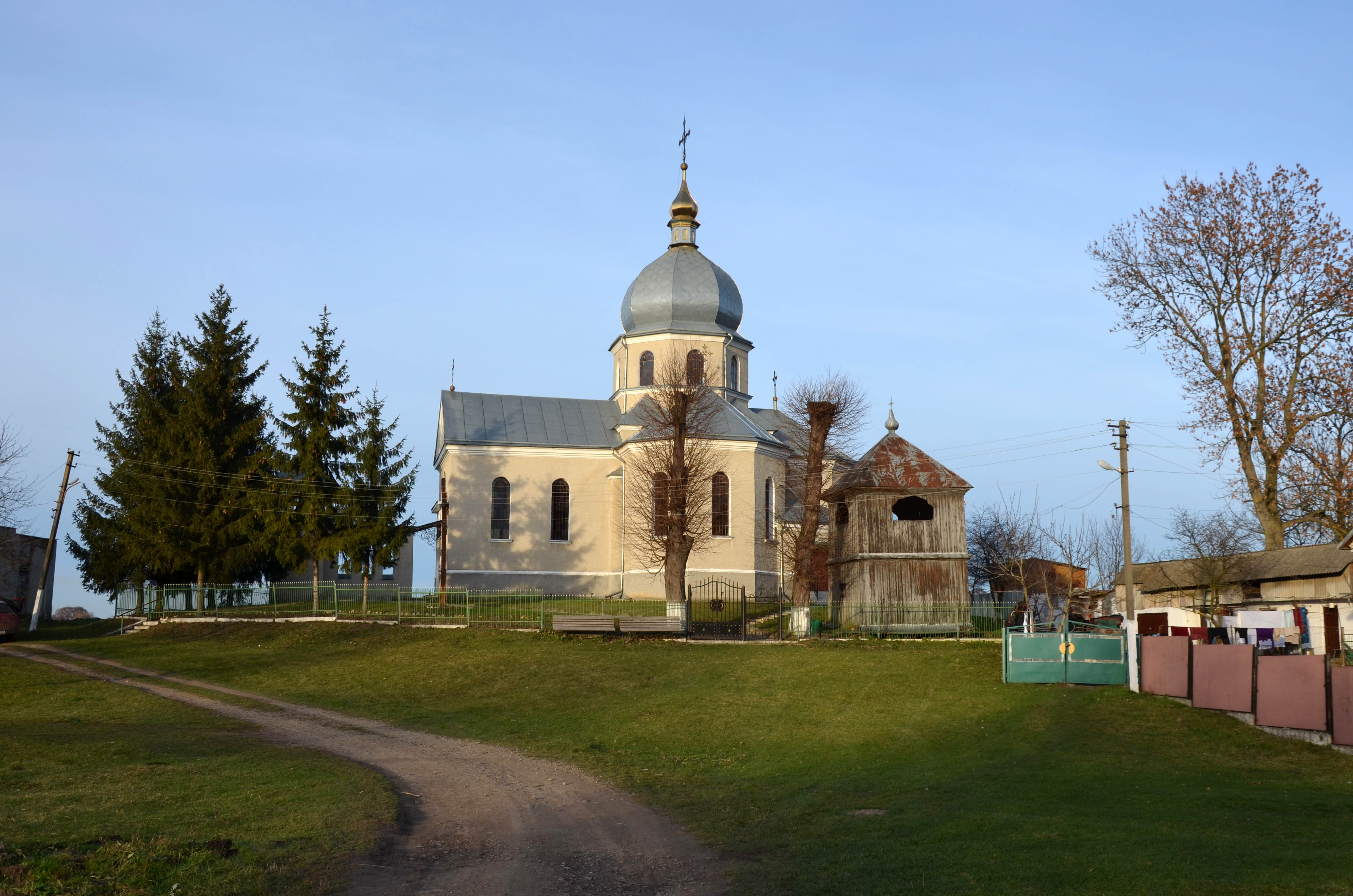
Церква Воскресіння Господнього УГКЦ. Пам'ятка архітектури місцевого значення.
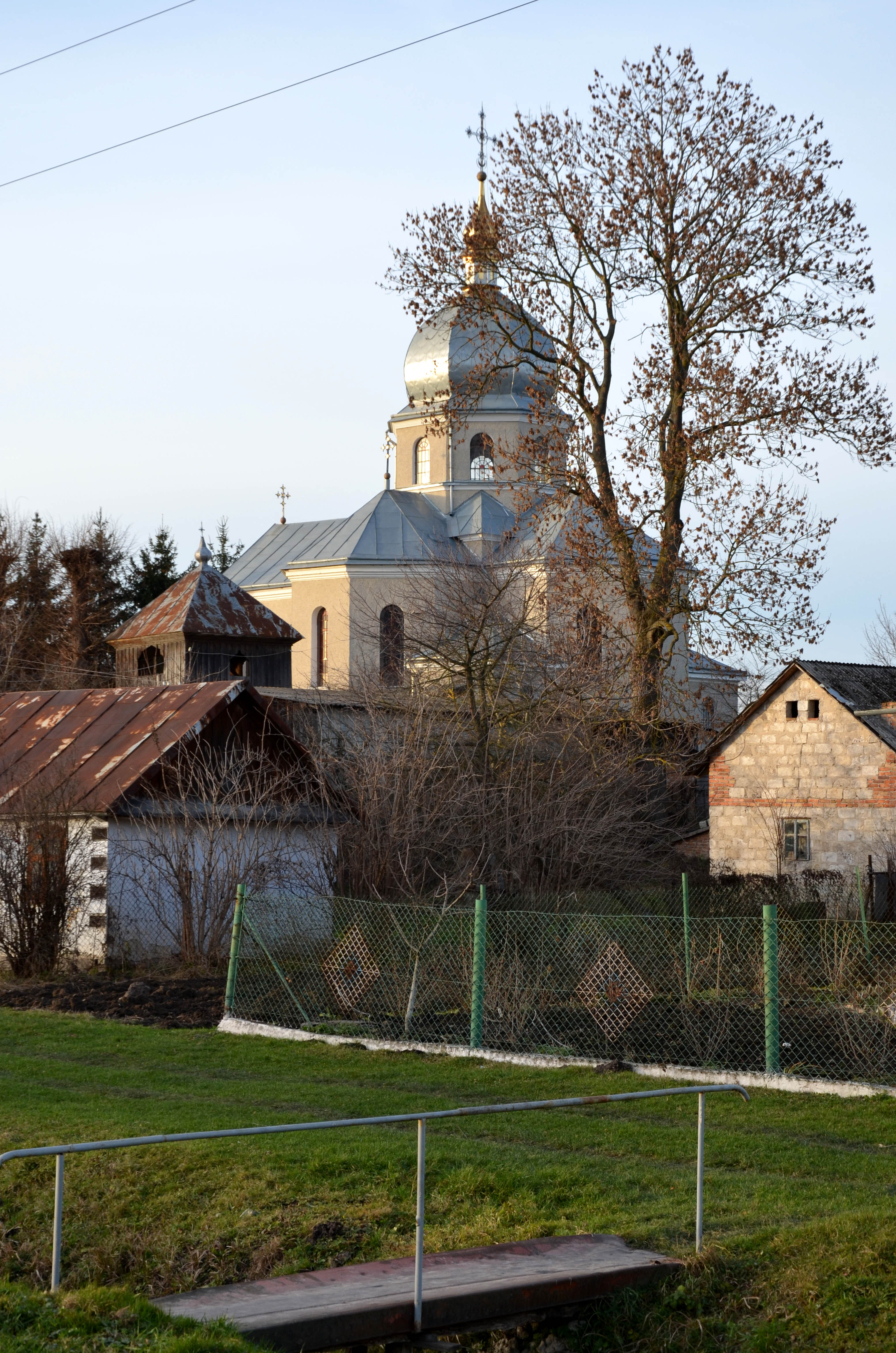

## Відомі особистості

### Народилися
- Володимира Демус (1923—2006) — українська поетка.
- Іван Діяк (*1929) — український політик.
- Юліан Кісіль (1937—2004) — освітянин.
- Іван Панькевич (1887—1958) — український мовознавець та громадський діяч.

### Пов'язані зі селом
- Северин Метелля, батько якого був парохом села.